# Фарндейл, Найджел
Найджел Фарндейл (англ. Nigel Farndale, род. 30 сентября 1964) — британский писатель и журналист, известный своими широкоформатными интервью и бестселлером «Богохульник».
Он написал семь книг: четыре романа, две биографии и сборник интервью. Его последний роман — «Муза диктатора».
«Богохульник» (The Blasphemer) вошёл в шорт-лист премии Коста 2010. Его биография Haw-Haw: The Tragedy of William and Margaret Joyce была опубликована в 2005 году и вошла в шорт-лист премии Whitbread Prize того же года и Мемориальной премии Джеймса Тейта Блэка.
Как журналист он писал для различных журналов и газет, включая The Observer, Sunday Times, Financial Times, Daily Telegraph и Spectator. В настоящее время он является старшим редактором The Times, газеты, для которой он также ведёт колонки и даёт интервью.
Он получил премию британской прессы за свои интервью и был совместным героем программы об интервью на Radio 4, когда он и Линн Барбер сравнивали записи «Между нами». Среди его субъектов интервью были Генри Киссинджер, Мик Джаггер, Вуди Аллен, Далай-лама, принц Чарльз, Элтон Джон, Хиллари Клинтон, Дональд Трамп, Пол Маккартни, Джордж Бест, Джимми Сэвил и Стивен Хокинг.
Прежде чем стать писателем, Фарндейл изучал философию для получения степени магистра в Даремском университете. Находясь там, он написал язвительное письмо Оберону Во, который затем попросил его написать для Literary Review. После работы в журналах Punch и Country Life он перешёл в Sunday Telegraph, где оставался в течение двадцати лет публицистом и обозревателем.
Он женат, имеет троих сыновей и живет на границе между Хэмпширом и Сассексом.

## Публикации
- The Dictator's Muse. London, 2021. ISBN 0857527177
- The Road Between Us. London, 2013. ISBN 0-385-61913-8
- The Blasphemer. London, 2010. ISBN 0-385-61779-8
- Haw-Haw: The Tragedy of William and Margaret Joyce. London, 2005. ISBN 0-333-98992-9
- Flirtation, Seduction, Betrayal: Interviews with Heroes and Villains. London, 2002. ISBN 1-84119-644-4
- Last Action Hero of the British Empire: Commander John Kerans 1915–1985. London, 2001. ISBN 0-571-20825-8
- A Sympathetic Hanging. London, 2000. ISBN 0-7043-8141-9
- Lives Less Ordinary: Times obituaries of the Eccentric, Unique and Undefinable. (Editor.) London, 2022. ISBN 978-0008537913